# 仙台防災枠組
仙台防災枠組2015-2030は2015年3月14日から18日にかけて仙台市で開催された第3回国連防災世界会議で国連加盟国により採択された2030年までの国際的な防災指針である。2015年6月の国連総会で承認された  。災害リスク削減に関する最も包括的な国際協定であった兵庫行動枠組2005-2015の後継協定である。 
この文書は、国連国際防災戦略事務局(UNISDR)の支援を受けた、国連加盟国、NGO、およびその他の利害関係者の3年間の協議から生まれた。協議では、一連の共通の基準、達成可能な目標を備えた包括的な枠組み、災害リスク軽減のための法的根拠に基づいた手段を含むような、既存の兵庫行動枠組の改善版が求められた。加盟国は、 持続可能な開発目標を設定する際、特に当初のミレニアム開発目標で災害リスク削減とレジリエンスに十分に焦点を当てていない場合における、災害リスク削減と気候変動適応に取り組む必要性を強調した。 

## 内容
以下の6章からなる。
1. 前文
2. 期待される成果とゴール
3. 指導原則
4. 優先行動
5. ステークホルダーの役割
6. 国際協力とグローバルパートナーシップ

仙台防災枠組は、4つの優先行動を設定している： 
1. 災害リスクの理解
2. 災害リスクを管理する災害リスク・ガバナンスの強化
3. 強靱性のための災害リスク削減への投資
4. 効果的な災害対応への備えの向上と、復旧・復興過程における「より良い復興（Build Back Better）」

仙台防災枠組の成果とゴールの達成に向けた進捗状況の評価を促進するため、7 つのグローバルターゲットが合意された： 　
1. 災害による世界の10万人当たり死亡者数について、2020年から 2030年の間の平均値を2005年から2015年までの平均値に比して低くすることを目指し、2030 年までに世界の災害による死亡者数を大幅に削減する。
2. 災害による世界の10万人当たり被災者数について2020年から 2030 年の間の平均値を 2005年から2015年までの平均値に比して低くすることを目指し、2030年までに世界の災害によ る被災者数を大幅に削減する。
3. 災害による直接経済損失を、2030年までに国内総生産（GDP）との比較で削減する。
4. 強靱性を高めることなどにより、医療・教育施設を含めた重要インフラへの損害や基本サー ビスの途絶を、2030年までに大幅に削減する。
5. 2020年までに、国家・地方の防災戦略を有する国家数を大幅に増やす。
6. 2030年までに、本枠組の実施のため、開発途上国の施策を補完する適切で持続可能な支援 を行い、開発途上国への国際協力を大幅に強化する。
7. 2030年までに、マルチハザードに対応した早期警戒システムと災害リスク情報・評価の入手 可能性とアクセスを大幅に向上させる。2005年から2015年と比較して、2020年から2030年までの世界の100,000人あたりの平均死亡率を下げることを目指し、2030年までに世界の災害による死亡率を大幅に削減する。